# Theophrastus (Mondkrater)
Theophrastus ist ein kleiner Einschlagkrater auf der nordöstlichen Mondvorderseite, in der Mare-Ebene an der Grenze zwischen Mare Tranquillitatis und Sinus Amoris.
Der Krater wurde 1973 von der IAU nach dem griechischen Philosophen Theophrastos von Eresos offiziell benannt.